# 拉蒙·洛佩斯·贝拉尔德
拉蒙·洛佩斯·贝拉尔德（西班牙語：Ramón López Velarde，1888年6月15日—1921年6月19日），原名拉蒙·莫德斯托·洛佩斯-贝拉尔德·贝鲁门（Ramón Modesto López-Velarde Berumen），墨西哥诗人。他的早期作品带有独特的墨西哥主题，后受法国文学影响转向现代主义。尽管一生中作品没有受到认可，他后来被公认为墨西哥现代诗歌之父和墨西哥民族诗人。
作品《虔诚的血》（La sangre devota，1916年）描写青年时代的爱情，长诗《忧虑》（Zozobra，直译：「佐佐布拉」，1919年）描述他的城市生活和精神上的苦闷。《可爱的祖国》（La suave patria，1921年）是为墨西哥独立一百周年创作的颂诗。逝世后出版有散文集《分针》（El minutero，1923年）和《二月的礼物》（El don de febrero y otras prosas，1952年）等。

## 生平

### 早年生活
洛佩斯·贝拉尔德出生在萨卡特卡斯州首府赫雷斯市镇的一个职员家庭，为家中九子的老大。父亲何塞·瓜达卢佩·洛佩兹·韦拉德（José Guadalupe López Velarde）在哈利斯科州担任律师，母亲特立尼达·贝鲁门·亚马斯（Trinidad Berumen Llamas）来自当地的地主家族。事业不理想的父亲在赫雷斯创办了一所天主教学校。1900年，拉蒙被送往萨卡特卡斯神学院，在那里呆了两年；而后因搬家去了阿瓜斯卡连特斯神学院。1905年，他决定放弃成为牧师，从此离开神学院学习法律。
在神学院度过的这些年里，贝拉尔德在赫雷斯度过了他的假期。在一次旅行中，他结识了比他大八岁的远亲约瑟法·德洛斯·里奥斯（Josefa de los Ríos），她给他留下了深刻的印象。据信，贝拉尔德最早的诗作《富恩桑塔》（Fuensanta，1905年）就是受到她的启发。
1906年，贝拉尔德与一些朋友在阿瓜斯卡连特斯州以“里卡多·温瑟·奥利瓦雷斯”（Ricardo Wencer Olivares）的笔名合作撰写了文学评论《波希米奥》（Bohemio）。“波希米奥”团体在1907年《蓝色杂志》争议又起时支持曼努埃尔·卡瓦列罗（Manuel Caballero），一个反对文学现代主义的天主教整合主义者。然而，他们的出现并没有对墨西哥文学产生显著的影响。
1908年1月，贝拉尔德开始在圣路易斯波托西大学学习法律。大学毕业后当过律师，嗣后因参加地方法官考试落而离开家乡，于1914年到墨西哥城谋生。在政府部门从事教育工作的同时进行文学创作。